# 저우산섬

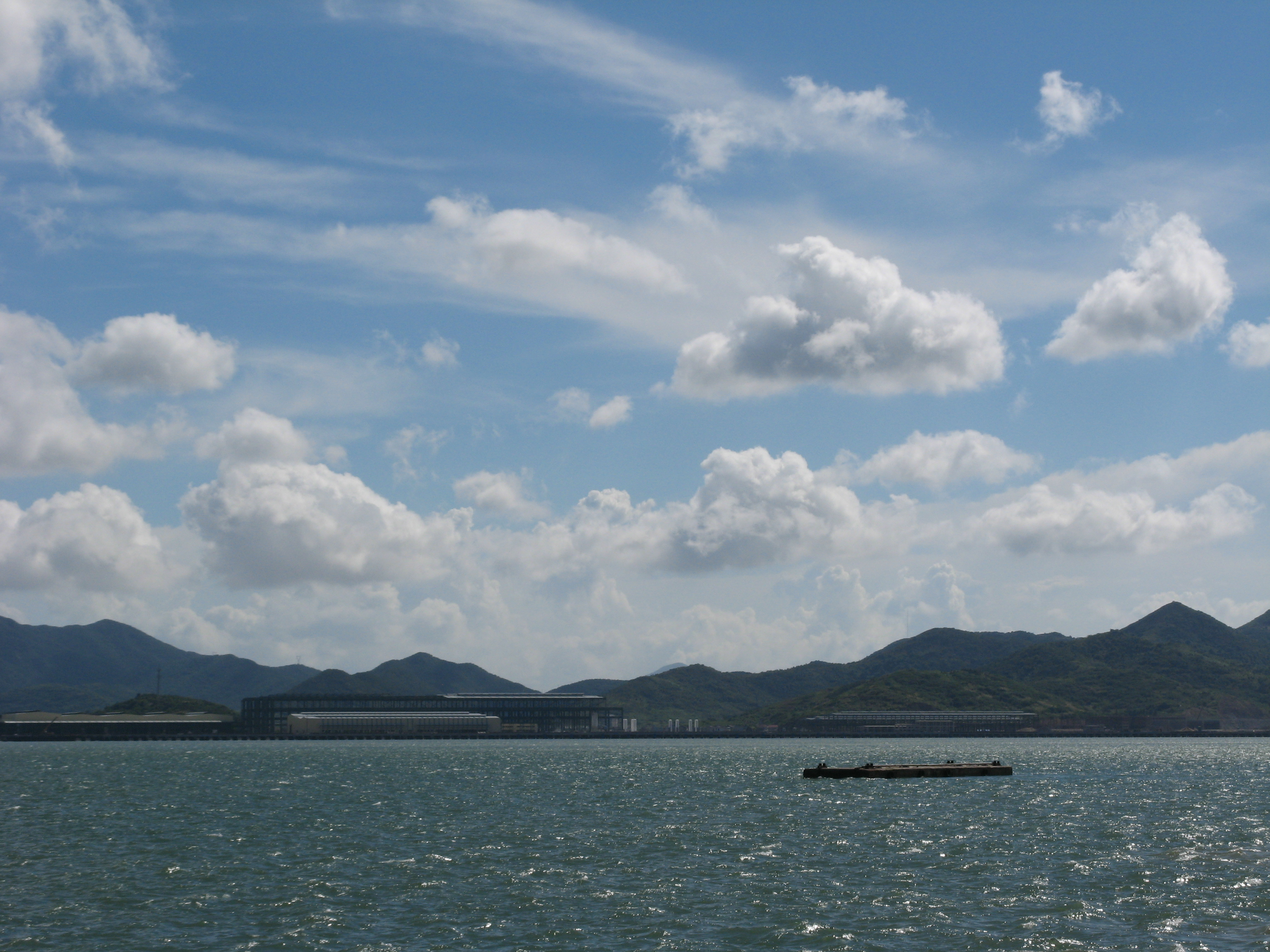
저우산섬.

저우산섬(舟山岛)은 중화인민공화국 저장성 저우산시에 있는 섬으로 저장성에서 가장 넓은 섬이자 중국 본토에서 하이난섬과 충밍섬에 이어 3번째로 가장 큰 섬이다. 저우산섬은 행정구역상 서부는 정해구, 동부는 보타구에 속한다. 저우산섬에서는 제1차 아편 전쟁 때 전투가 일어난 적도 있다.